# Masicera angusta
Masicera angusta är en tvåvingeart som beskrevs av Macquart 1851. Masicera angusta ingår i släktet Masicera och familjen parasitflugor.
Artens utbredningsområde är Belgien. Inga underarter finns listade i Catalogue of Life.